# 小行星7452
小行星7452（英語：7452 Izabelyuria）是一颗围绕太阳公转的小行星。1978年8月31日，尼古拉·切爾尼赫在克里米亚发现了此天体。
这颗小行星的绝对星等为257.7057115213226等。